# Třída Žemčug
Třída Žemčug byla třída chráněných křižníků ruského carského námořnictva. Celkem byly postaveny dvě jednotky této třídy. Ve službě byly v letech 1904–1914. Křižníky byly nasazeny v rusko-japonské válce a první světové válce. První ztroskotal už po roce služby a druhý byl potopen na začátku první světové války.

## Stavba
Ruská loděnice v Petrohradu v letech 1902–1904 postavila dva křižníky této třídy.
Jednotky třídy Žemčug:
| Jméno   | Založený kýlu | Spuštěna   | Vstup do služby | Status                                                                            |
| ------- | ------------- | ---------- | --------------- | --------------------------------------------------------------------------------- |
| Žemčug  | 1902          | září 1903  | říjen 1904      | Dne 28. října 1914 potopen německým lehkým křižníkem SMS Emden v bitvě u Penangu. |
| Izumrud | 1902          | říjen 1903 | říjen 1904      | Dne 29. května 1905 ztroskotal jihovýchodně od Vladivostoku.                      |

## Konstrukce

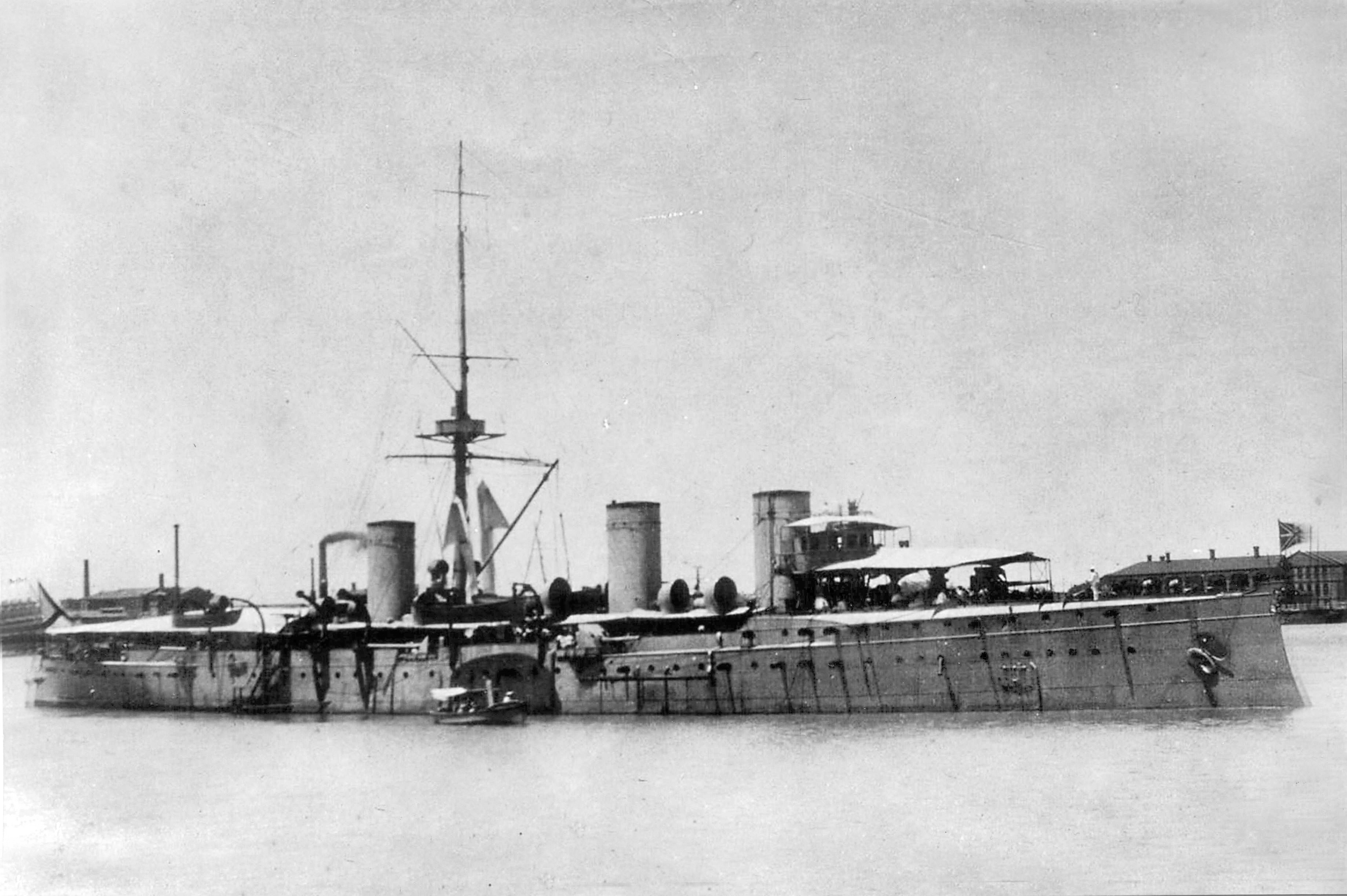
Žemčug

Výzbroj tvořilo osm 120mm kanónů, šest 47mm kanónů, dva 37mm kanóny a tři 450mm torpédomety. Pohonný systém měl výkon 17 000 hp. Skládal se z parních strojů s trojnásobnou expanzí a 16 kotlů Yarrow, pohánějících dva lodní šrouby. Nejvyšší rychlost dosahovala 24 uzlů. Dosah byl 2090 námořních mil při rychlosti 10 uzlů.

## Služba

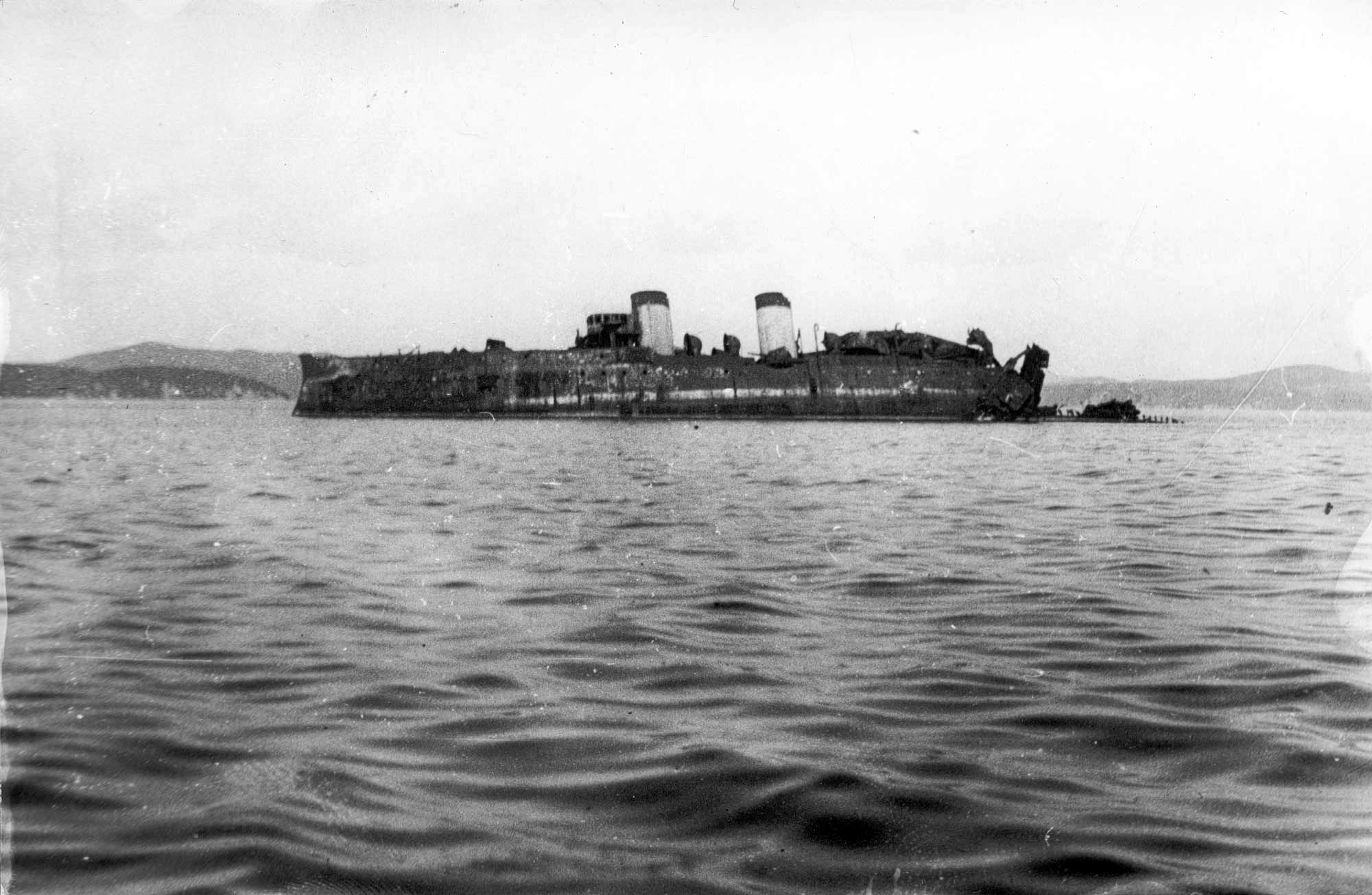
Vrak křižníku Izumrud

Oba křižníky se účastnily rusko-japonské války a bojovaly v květnu 1905 v bitvě u Cušimy. Po drtivém japonském vítězství se Izumrud pokusil uniknout do Vladivostoku, přičemž 29. května 1905 ztroskotal jihovýchodně od něj. Jeho sesterský křižník Žemčug po bitvě unikl na Filipíny, kde byl do září 1905 internován.
Žemčug byl ve službě ještě na počátku první světové války. Dne 28. října 1914 byl potopen při překvapivém nájezdu německého lehkého křižníku SMS Emden na Penang. Na Žemčugu bylo 89 mrtvých a 143 zraněných.